# Dicranella fukienensis
Dicranella fukienensis är en bladmossart som beskrevs av Brotherus 1929. Dicranella fukienensis ingår i släktet jordmossor, och familjen Dicranaceae. Inga underarter finns listade i Catalogue of Life.